# Markgraafschap Burgau

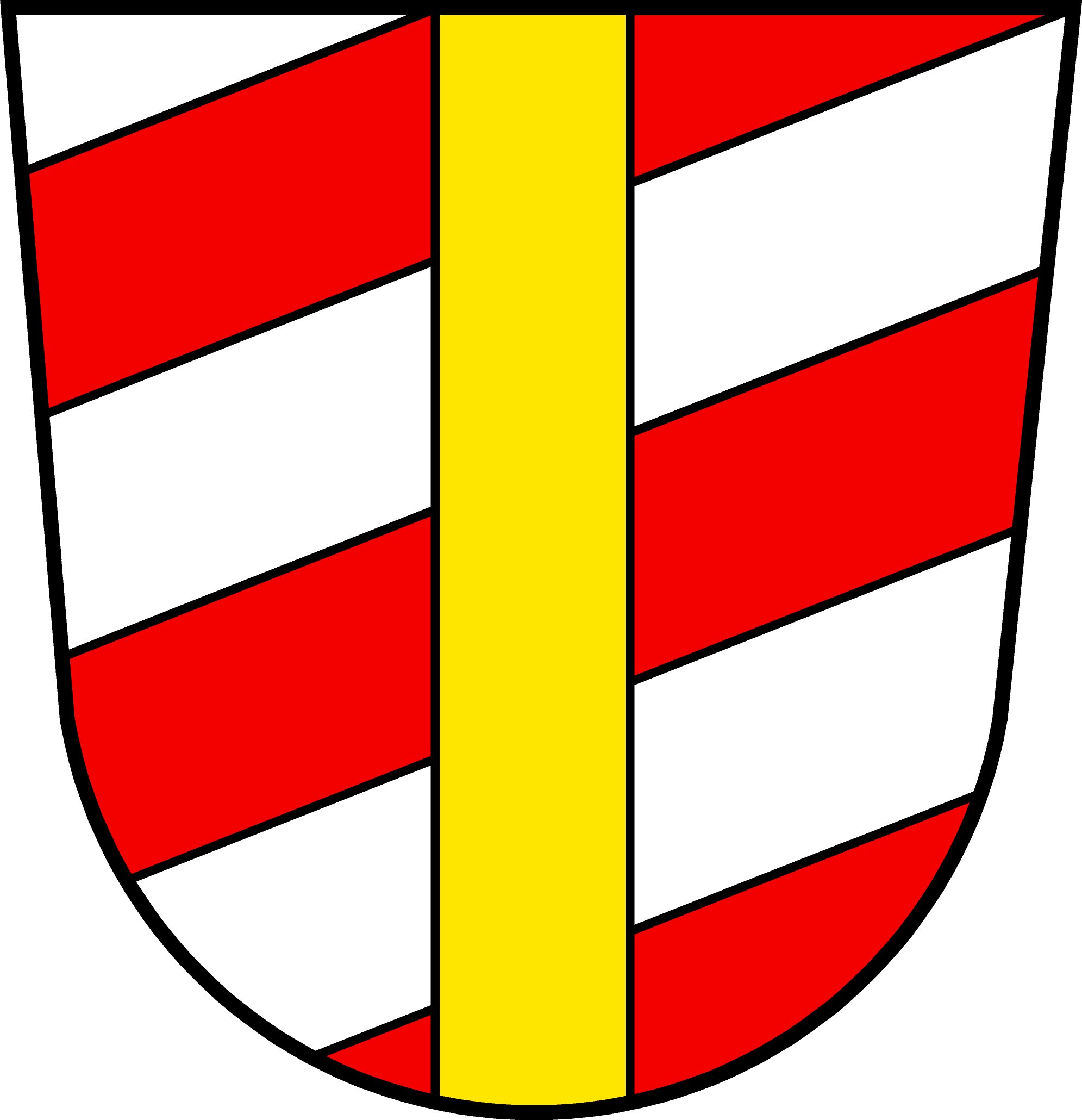
Wapen van het markgraafschap Burgau

Het markgraafschap Burgau was een tot de Oostenrijkse Kreits behorend markgraafschap binnen het Heilige Roomse Rijk. Burgau is een plaatsje in Beieren
Het markgraafschap Burgau was eerder een rechtspersoonlijkheid dan een vorstendom. Het bestuurscentrum was sinds de veertiende eeuw te Günzburg.
Tussen 1132 en 1213 verenigden de graven van Berg (die verwant waren aan de Hohenstaufen) een aantal rechten en goederen. Ze namen de markgraventitel aan van de in 1212 uitgestorven Ronsbergers. Na het uitsterven van de graven van Berg in 1301 werden de lenen van Fulda en het Rijk overgedragen aan de zonen van koning Albrecht I. Zij werden in 1304 voor het eerst als markgraaf vermeld. Het doel van de Habsburgse politiek rond Burgau was het herstel van het hertogdom Zwaben. Deze ontwikkeling werd echter afgebroken door de dood van koning Albrecht in 1308.
In 1450 werd het markgraafschap verpand aan hertog Lodewijk van Beieren-Landshut, maar deze verpanding werd geannuleerd na protesten van de andere leden van het huis Habsburg en van de ingezetenen. In 1458 volgde toch een gedeeltelijke verpanding aan het prinsbisdom Augsburg, gevolgd door een totale verkoop met recht van terugkoop in 1470/71. Vervolgens nam hertog Georg van Beieren-Landshut met toestemming van aartshertog Sigmund het pand over. Toen aartshertog Sigmund vervolgens heel Voor-Oostenrijk aan Beieren wilde verkopen, greep keizer Frederik III in. In 1490 droeg aartshertog Sigmund zijn rechten over aan koning Maximiliaan. Deze wist in 1492 de pandsom met behulp van de ingezetenen, de bisschop van Augsburg, het domkapittel van Augsburg, de rijkssteden Augsburg en Ulm en de familie Fugger bijeen te brengen, zodat het pand kon worden ingelost. Daarna bleef het markgraafschap verbonden met Oostenrijk tot 1805.

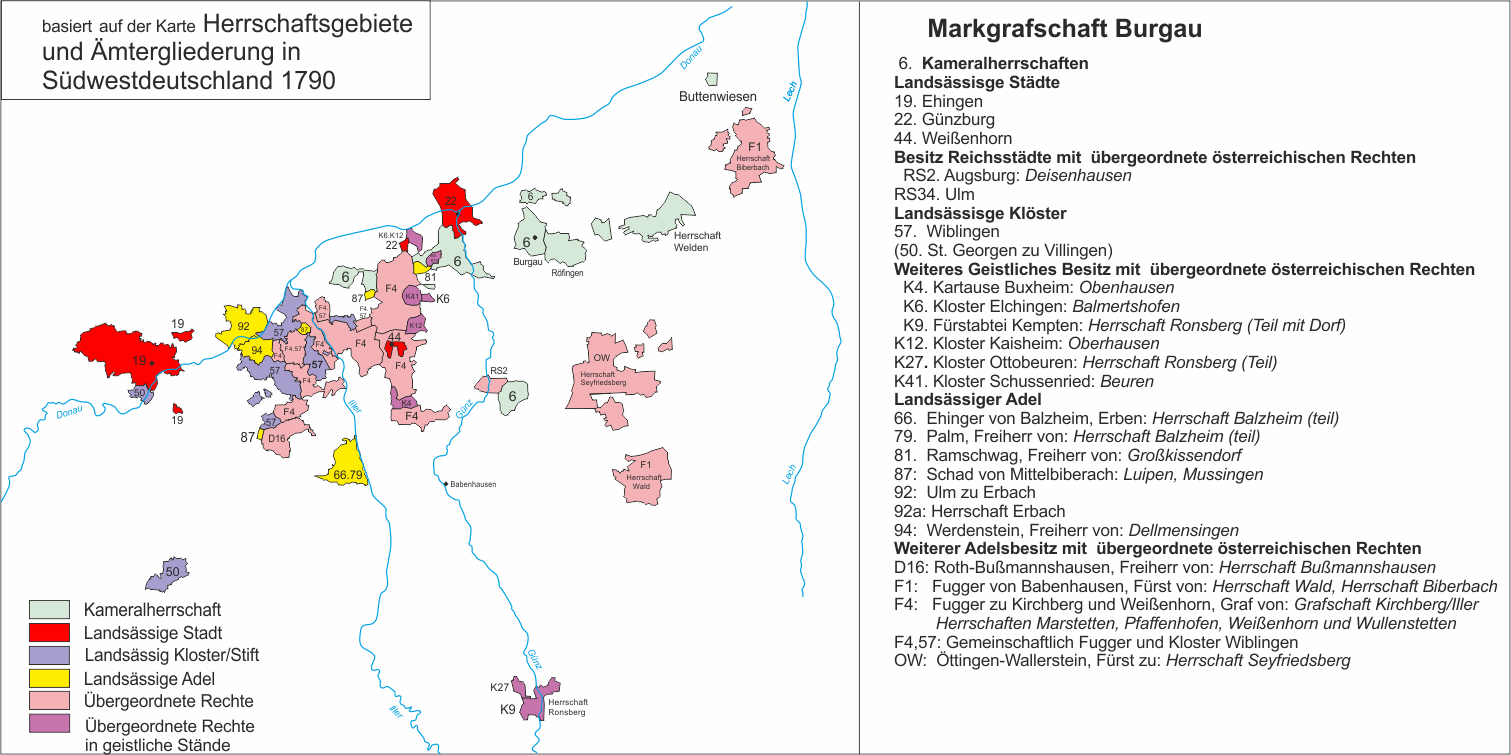
markgraafschap Burgau in 1790

Bij de deling van de Oostenrijkse landen in 1564 kreeg aartshertog Ferdinand II van Oostenrijk, zoon van Keizer Ferdinand I het graafschap Tirol met Voor-Oostenrijk. Burgau hoorde hier als deel van Voor-Oostenrijk ook bij. Ferdinand was beneden zijn stand gehuwd met Philippine Welser. Karel, een zoon uit dit huwelijk mocht zijn vader daarom niet opvolgen in Tirol. Het markgraafschap Burgau werd hem echter wel verleend. Daar regeerde hij tot zijn dood in 1618, waarna Burgau werd herenigd met Voor-Oostenrijk.
Artikel 8 van de Vrede van Presburg met het Eerste Franse Keizerrijk van 26 december 1805 kende het markgraafschap Burgau met onderhorigheden toe aan het koninkrijk Beieren.